# Tina Gifty Naa Ayele Mensah
Tina Gifty Naa Ayele Mensah, née le 23 janvier 1964, est une femme politique ghanéenne et députée de la circonscription de Weija-Gbawe. Elle est membre du Nouveau Parti patriotique et est nommée vice-ministre de la Santé par Nana Addo le 15 mars 2017,,,.

## Jeunesse et éducation
Mensah naît le 23 janvier 1964 dans le district de Jamestown, à Accra. Elle fait ses études secondaires à l'école de filles d'Accra. Elle est titulaire d'une licence en administration publique et d'une maîtrise en relations internationales et diplomatie de l'Institut ghanéen de gestion et d'administration publique ,.

## Politique
Tina Gifty Mensah est membre du Nouveau Parti Patriotique et députée de la circonscription de Weija-Gbawe dans la région du Grand Accra, au sein du septième et du huitième Parlement de la République du Ghana.

### Élections de 2016
Mensah obtient 34 216 voix sur les 59 926 votes valides exprimés lors des élections générales ghanéennes de 2016 . Elle bat Obuobia Darko-Opoku et Jessica Adwoa Mannuell,.

### Élections 2020
Mensah se présente à nouveau au siège parlementaire de Weija-Gbawe (circonscription du parlement du Ghana) lors des élections générales ghanéennes de 2020 en tant que candidate du Nouveau Parti Patriotique. Elle remporte l'élection avec 36 875 voix sur 70 399, soit 52,38 %. Elle est élue devant Cleland Nii Ayaa Ayison du Congrès national démocratique, Nii Djaban Abbey Oromasis du GUM, Saviour Kofi Gdedze du Parti de la convention du peuple, Rita Dugah de l'APC et Thomas Moon Jnr du PPP. Ils obtiennent respectivement 32 218 voix, 654 voix, 652 voix, 0 voix et 0 voix, ce qui correspond respectivement à 45,76 %, 0,93 %, 0,93 %, 0,00 % et 0,00 % du total des votes,,.
Lors des primaires parlementaires de 2024 pour le NPP, elle est battue dans sa tentative de représenter le parti par Jerry Ahmed Shab. Shab obtient 783 voix contre 361 pour Gifty Mensah, sur le total des votes valides exprimés.

## Carrière et vie personnelle
Elle[Qui ?] est directrice générale de Gemens Company LTD. à Mamprobi, Accra. Tina[Qui ?] est mariée, a trois enfants, et s'identifie comme chrétienne,.

## Récompenses
Le 4 août 2017, elle est récompensée par l'Organisation de la jeunesse Ghana-Nigeria pour son leadership exceptionnel. La même année, elle est élue meilleure vice-ministre par les services d'enquête FAKS.